# Lista de presidentes de Canárias
| Nº | Nome                      | Início | Fim  | Partido  |
| -- | ------------------------- | ------ | ---- | -------- |
| 1. | Jerónimo Saavedra         | 1983   | 1987 | PSC-PSOE |
| 2. | Fernando Fernández Martín | 1987   | 1989 | CDS      |
| 3. | Lorenzo Olarte Cullén     | 1989   | 1991 | CDS      |
| 4. | Jerónimo Saavedra         | 1991   | 1993 | PSC-PSOE |
| 5. | Manuel Hermoso Rojas      | 1993   | 1999 | CC       |
| 6. | Román Rodríguez Rodríguez | 1999   | 2003 | CC       |
| 7. | Adán Martín Menis         | 2003   | 2007 | CC       |
| 8. | Paulino Rivero Baute      | 2007   |      | CC       |